# Філіпп Лашо
Філіпп Лашо (фр. Philippe Lacheau; нар. 25 червня 1980, Фонтене-су-Буа, Франція) — французький актор, режисер та сценарист.

## Кар'єра
З 2002 року працював на французькому телебаченні на кількох телешоу «Casting Live» (2002), «Total Fun» (2003) та «Pour le meilleur et pour le fun» (2004). Працював з Карлом Зеро на шоу «C’est quoi ce jeu ?» (2004) та Мішелем Денісо на «Le Grand Journal» (2005–07). 
2009 року був частиною телесеріалу «Тиха бібліотека», а також працював з Лораном Рукує над кількома телепередачами. 
З 2010 року активно знімається в кіно, а 2014 року вперше виступив як режисер.

## Фільмографія

### Актор
| Рік  | Фільм                                   | Роль                | Режисер                           | Примітки                   |
| ---- | --------------------------------------- | ------------------- | --------------------------------- | -------------------------- |
| 2010 | Серцеїд                                 | Хлопець             | Паскаль Шомей                     |                            |
| 2012 | Зірки 80-х                              | Марсіаль            | Фредерік Форестьє і Тома Лангманн |                            |
| 2013 | Тур де Шанс                             | Коментатор          | Лоран Туель                       |                            |
| 2013 | Париж за всяку ціну                     | Фірмен Аморі        | Рім Керісі                        | також сценарист            |
| 2014 | Superнянь                               | Франк               | Ніколя Бенаму і Філіпп Лашо       | також режисер та сценарист |
| 2014 | Сцени домогосподарств                   | Брат Маріон         | Френсіс Дуке                      | телесеріал (1 серія)       |
| 2015 | Superнянь 2                             | Франк               | Ніколя Бенаму і Філіпп Лашо       | також режисер та сценарист |
| 2016 | Секрети домашніх тварин                 | Макс                | Крісс Рено і Ярроу Чейні          | Французький голос          |
| 2017 | Super Алібі                             | Грегорі ван Гуффель | Філіпп Лашо                       | також режисер та сценарист |
| 2017 | Одружись зі мною, чувак                 | Фред                | Тарек Будалі                      |                            |
| 2018 | Моє блискавичне розлучення              |                     | Мішель Ларок                      |                            |
| 2019 | Плейбой під прикриттям                  | Нікі Ларсон         | Філіпп Лашо                       | також режисер та сценарист |
| 2020 | Коп на драйві                           | Тоні                | Тарек Будалі                      |                            |
| 2021 | Суперчел (Super-héros malgré lui )      | Седрік              | Філіпп Лашо                       | також режисер та сценарист |
| 2023 | СуперАлібі 2                            | Грегорі ван Гуффель | Філіпп Лашо                       | також режисер та сценарист |
| 2024 | Кіт & Пес: Шалені пригоди (Cat and Dog) | Брандт              |                                   |                            |

### Режисер
| Рік  | Фільм                              | Збори      | Примітки |
| ---- | ---------------------------------- | ---------- | --- |
| 2014 | Superнянь                          | $20.3 млн. | Альп-Дьюезький міжнародний фестиваль комедії - Приз глядацьких симпатій Альп-Дьюезький міжнародний фестиваль комедії - Повнометражний фільм |
| 2015 | Superнянь 2                        | $22 млн.   | |
| 2017 | Super Алібі                        | $24.6 млн. | |
| 2019 | Плейбой під прикриттям             | $13.3 млн. | На основі манги City Hunter |
| 2021 | Суперчел (Super-héros malgré lui ) |            | |